# Паньи, Флоран
Флоран Паньи (фр. Florent Pagny; род. 6 ноября 1961, Шалон-сюр-Сон) — французский певец и актёр. Наиболее известные композиции в жанрах поп и поп-рок — N’importe quoi, Si tu veux m’essayer, Caruso, Savoir aimer, Et un jour une femme, Ma liberté de penser и Là où je t’emmènerai. В общей сложности продал более 15 миллионов дисков. Исполняет песни на французском, английском, итальянском и испанском языках. Также играет на гитаре.
С 2012 по 2018 годы — один из наставников во французском телешоу «Голос» (The Voice, la plus belle voix). В 2021 году Флоран Паньи вернулся в кресло наставника французской версии шоу «Голос».

## Биография

### Детство и юность
Флоран Паньи родился 6 ноября 1961 года в Шалон-сюр-Сон. Сын Жана Паньи, продавца, и Одиллии, секретарши и поклонницы Луиса Мариано, уроженцев города фр. Montchanin в департаменте Сона и Луара в Бургундии. Вырос в семье вместе с братом и двумя сестрами. Когда Паньи было 6 лет, его семья переехала из Châtenoy-le-Royal в Saint-Rémy (также в Бургундии). В 1972 году семья Паньи переехала из Бургундии, сперва недолго пожив в Divonne-les-Bains, а затем окончательно переехав в Бонвиль (Bonneville) в Верхней Савойе. В 2017 году Флоран Паньи стал почетным гражданином Бонвиля. В тринадцать лет начал петь в кафе, на региональных площадках и участвовать в конкурсах на местном радио, исполняя песни Луиса Мариано, Мишеля Сарду и Жерара Ленормана. В шестнадцать лет с согласия родителей оставил школу и отправился в Париж, где подрабатывал бебиситтером, курьером, барменом, и где начал учиться актёрскому мастерству, отучившись три года в консерватории в Леваллуа-Перре. В консерватории Панье развил баритон и учился классическому пению, однако не стал продолжать учёбу в Парижской консерватории, отказавшись от карьеры оперного певца, вместо этого решив посвятить себя поп-музыке.

### 1980-е: начало карьеры
Флоран Паньи начал свою карьеру в качестве актёра кино и телевидения. Работал барменом по ночам в районе Ле-Аль, когда его заметил продюсер Dominique Besnehard. Получил небольшую роль в фильме Дива. В 1980 году познакомился с Marceline Lenoir, которая стала его агентом. Она стала находить для Паньи небольшие роли. В 1981 году Паньи получает небольшие роли в фильмах «Осведомитель», «Ас из асов», L’Honneur d’un capitaine, «Форт Саган» (Fort Saganne, с Жераром Дерпардье в главной роли; на момент окончания съёмок — самый дорогостоящий фильм французского кинематографа), «Инспектор-разиня», Les Surdoués de la première compagnie и La Chaîne.
В 1987 году Паньи написал свою первую песню, N’importe quoi, направленную против употребления наркотиков. Продюсером выступил Gérard Louvin. Песня имела огромный успех, продержавшись 8 недель на первом месте в официальном хит-параде Франции, Top 50. Вторая песня Паньи, Laissez-nous respirer, выпущенная в 1988 году, также пользовалась успехом. В 1989 году вышла запись песни Comme d’habitude.

### 1990-е: сложности и успех
В 1990 году вышел первый альбом Флорана Паньи под названием «Merci». Диск получил статус золотого (во Франции в то время — от 100 000 проданных экземпляров). В то время Паньи встречался с певицей Ванессой Паради, отношения с которой послужили причиной нападок прессы из-за большой разницы в возрасте Паради и Паньи. В тот период Паньи сам писал песни и исполнял их, и он ответил на публикации язвительной песней, Presse qui roule, повлекшей за собой журналистский бойкот. Сложности в личной жизни и бойкот привели к падению продаж. Второй альбом Паньи, Réaliste (1992), не был успешен.
С 1993 по 1995 годы Флоран Паньи участвовал в представлениях Les Enfoirés, объединения артистов и общественных деятелей (в основном, франкоязычных), проводящих концерты в пользу благотворительной организации Restos du Cœur («Рестораны Сердца»), созданной комиком Колюшем.
Для альбома Rester vrai (1994) Паньи сам написал пять песен, а три песни были написаны Жан-Жаком Голдманом под псевдонимом Сэм Бревски (фр. Sam Brewski); Голдман также познакомил Паньи с другими авторами песен. Первый сингл Паньи, Est-ce que tu me suis, выпущенный в мае 1994 года, провалился (продержался две недели в конце французского Top 50). Песня Si tu veux m’essayer, также написанная Голдманом, к концу года стала популярной. А итоге продажи альбома достигли 300 000 экземпляров.
Следующий альбом, Bienvenue chez moi (1995) стал прорывным в карьере Паньи. Идею альбома предложил лейбл, в него вошли несколько старых песен Паньи, дуэты с Джонни Холлидей и несколькими другими исполнителями, а также песня Caruso Лучо Далла, в исполнении Паньи державшаяся несколько недель на второй строчке Top 50 Франции. Альбом был продав в количестве более 2 миллионов экземпляров, а также был назван World Music Awards самым экспортируемым французским альбомом. За выпуском альбома последовало триумфальное турне, включавшее выступление в концертном зале Зенит-Париж и в парижском дворце спорта Берси́.
В результате Паньи принял решение не писать больше собственных песен и стать исполнителем. Эта стратегия оказалась успешной. В свой следующий альбом, Savoir aimer (1997), Флоран Паньи включает песни Жан-Жака Голдмана, Erick Benzi, Jacques Veneruso, а также, впервые, Паскаля Обиспо, написавшего в сотрудничестве с Lionel Florence песню Savoir aimer. Одноимённый сингл, так же как и сам альбом, сразу же стал очень популярен. Успех был отмечен профессиональным сообществом, и 20 февраля 1998 года Паньи получил награду как лучший исполнитель года.
После выпуска двойного альбома с концертными записями, в 1999 году выходит RéCréation, в который вошли обработки в стиле техно/EDM французских песен, от Jolie môme Лео Ферре до Antisocial французской хэви-метал группы Trust. Во Франции альбом получил статус платинового (300 000 проданных экземпляров).

### 2000-е: расцвет карьеры
В 2000-е Флоран Паньи чередует выпуск альбомов с оригинальными песнями и альбомов (по крайней мере частично) состоящих из песен, уже известных. Он работает в разных музыкальных жанрах. Кроме того, Паньи постоянно экспериментирует со своим внешним видом.
В 2000 году выходит альбом Châtelet Les Halles, заглавная песня для которого написан Каложеро Мориси, а в 2001 году — альбом 2, в который вошли дуэты Паньи с различными исполнителями. В том же году Паньи принимает участие в съемках первого сезона программы Star Academy на канале TF1. В 2002 году он записывает два диска с аудиокнигами для детей (рассказы от Голубом ките Les contes de la Baleine Bleue Jérôme Eho).
В 2003 году вышел альбом Ailleurs land. В него вошла песня, написанная Обиспо и Флорансом песня Ma liberté de penser («Моя свобода мысли»), посвященная проблемам певца с налоговой службой Франции. Наконец, в 2004 году выходит альбом-сборник лирических песен, главным образом на итальянском языке — Baryton. Флоран Паньи популярен у публики и его альбомы пользуются успехом.
В 2006 году Версальский суд приговорил Флорана Паньи к 6 месяцам тюремного заключения и штрафу 15 000 евро за уклонение от уплаты налогов: суд посчитал, что он не заплатил подоходный налог за 1997 год и занизил свои реальные доходы за 1996—1997 годы примерно на 540 000 евро.
В 2006 году вышел альбом Abracadabra, впервые с 1997 года не содержавший ни одной песни, написанной Паскалем Обиспо. Девять песен альбома, в том числе Là où je t’emmènerai, были написаны композитором Дараном (Jean-Jacques Daran)
В 2007 году вышел альбом с репризами песен бельгийского франкоязычного поэта, барда и актёра Жака Бреля, Pagny chante Brel.
В 2008 году Паньи выпустил сборник лучших своих песен, De part et d’autre, в который вошли 49 песен на трех дисках, из них четыре ранее неопубликованных.
В 2009 году Паньи записывает во Флориде альбом C’est comme ça. Хотя название альбома французское, все песни написаны на кастильском языке (испанском языке стран Латинской Америки). Всего в этот альбом вошли 16 песен латиноамериканского композитора Хулио Рейеса. Таким образом, Флоран Паньи стал первым французским певцом, пытавшимся покорить Латинскую Америку исполнением песен на испанском языке.

### 2010-е: разнообразная деятельность
В 2010 году Флоран Паньи выпускает альбом Tout et son contraire, в котором вновь есть песни, написанные Паскалем Обиспо, с которым они также записывают дуэт. В июне 2011 года Паньи дает несколько концертов в Théâtre Marigny. Осенью 2011 года Паньи проводит серию акустических концертов (в сопровождении рояля и контрабаса) в небольших залах, отмечая таким образом свое пятидесятилетие: концерты проходят в разных городах Франции с 6 по 30 ноября. Певец исполняет лучшие песни из своего репертуара и ставшие классическими песни Эдит Пиаф, Клода Нугаро, Жака Бреля, Шарля Азнавура, Шарля Трене, певицы Барбара, Жильбера Беко и Лео Ферре.
С 2012 по 2018 годы Паньи — один из тренеров шоу The Voice, la plus belle voix. Участник его команды, Stéphan Rizon, выиграл первый сезон «Голоса». Второй раз участник команды Паньи, Slimane, победил в пятом сезоне. Тем не менее в 2016 году Паньи заявил, что после 2018 года прекращает свое участие в проекте.
22 октября 2012 года вышел альбом Baryton. Gracias a la vida, продано 100 000 экземпляров.
В июне 2013 года Паньи выпускает сингл Les murs porteurs, в котором представлены песни с нового альбома Vieillir avec toi, вышедшего 4 ноября того же года. Все песни альбома сочинены Каложеро; диск получил статус бриллиантового (в тот момент во Франции — более 500 000 проданных экземпляров).
В ноябре 2014 года Флоран Паньи участвует в записи альбома A Musical Affair квартета Il Divo.
29 преля 2016 года выходит третий испаноязычный альбом Паньи, Habana. Альбом был записан на Кубе, слова и музыка песен написаны Raúl Paz; сингл к альбому вышел под названием Encore.
22 сентября 2017 года вышел альбом Le Présent d’abord. Одноимённый сингл был выпущен в мае 2017 года. Заглавная песня альбома написана Maître Gims.
Альбом Tout simplement, в который вошли репризы песен различных французских исполнителей, был выпущен 30 марта 2018 года.

### Личная жизнь
С 1988 по 1991 годы Паньи встречался с певицей Ванессой Паради. Отношения подверглись резкому осуждению прессы, в том числе потому, что к моменту начала отношений ей было 15, а ему 26 лет.
С 1993 года Флоран Паньи живёт с Azucena Caamaño (художницей и бывшей моделью из Аргентины), у них двое детей: сын Inca (родился в 1996 году) и дочь Aël (родилась в 1999 году). Пара поженилась в 2006 году, «чтобы сделать приятное детям». В 1997 году Паньи переезжает в Патагонию (Camarones), где, по его словам, у него есть возможность спокойно жить с семьёй и детьми.
Уехав из Франции, Паньи также решился на налоговую экспатриацию. 27 января 2005 года Версальский суд приговорил Паньи к тюремному заключению и штрафу за уклонение от уплаты налогов в 1996—1997 годах.
В 2010 года устроил своих детей учиться в Майами (так как в Патагонии школа была далеко от дома и не давала достаточного уровня английского, а во Франции другие школьники относились к ним как к детям знаменитости) и с тех пор стал проводить там много времени.
С 2017 года платит налоги в Португалии, так как там более благоприятные условия для артистов.

## Дискография
| - 1990 — Merci - 1992 — Réaliste - 1994 — Rester vrai - 1997 — Savoir aimer - 1999 — RéCréation - 2000 — Châtelet Les Halles - 2001 — 2 - 2003 — Ailleurs land - 2004 — Baryton - 2006 — Abracadabra | - 2007 — Pagny chante Brel - 2009 — C’est comme ça ( (исп.)) - 2010 — Tout et son contraire - 2010 — Baryton. Gracias a la vida - 2013 — Vieillir avec toi - 2016 — Habana - 2017 — Le présent d'abord - 2018 — Tout simplement - 2019 — Aime la vie - 2021 — L'avenir | - 1998 — En concert - 2003 — Été 2003 à l’Olympia - 2005 — Baryton, l’intégrale du spectacle - 2012 — Ma liberté de chanter — Live acoustic - 2014 — Vieillir ensemble |